# Comuna Velîka Klețka, Koreț
Velîka Klețka (în ucraineană Велика Клецька) este o comună în raionul Koreț, regiunea Rivne, Ucraina, formată din satele Mala Klețka, Topcea și Velîka Klețka (reședința).

## Demografie
Componența lingvistică a comunei Velîka Klețka
     Ucraineană (99,2%)
     Alte limbi (0,8%)
Conform recensământului din 2001, majoritatea populației comunei Velîka Klețka era vorbitoare de ucraineană (99,2%), existând în minoritate și vorbitori de alte limbi.